# Río Chico (ort i Argentina, Río Negro)
Río Chico är en ort i Argentina.   Den ligger i provinsen Río Negro, i den sydvästra delen av landet, 1 300 km sydväst om huvudstaden Buenos Aires. Río Chico ligger 872 meter över havet och antalet invånare är 282.
Terrängen runt Río Chico är kuperad österut, men västerut är den platt. Río Chico ligger nere i en dal. Trakten runt Río Chico är nära nog obefolkad, med mindre än två invånare per kvadratkilometer.. Det finns inga andra samhällen i närheten.
Omgivningarna runt Río Chico är i huvudsak ett öppet busklandskap.